# Anthony Hamilton (jugador de snooker)
Anthony Hamilton (Nottingham, 29 de junio de 1971) es un jugador de snooker inglés.

## Biografía
Nació en la ciudad inglesa de Nottingham el 29 de junio de 1971. Es jugador profesional de snooker desde 1991. Se ha proclamado campeón de un único torneo de ranking, el Masters de Alemania de 2017, y ha llegado a la final de dos más: en la del Abierto Británico de 1999, perdió (7-9) contra Fergal O'Brien, mientras que en la del Abierto de China de 2002, cayó derrotado ante Mark Williams (8-9). No ha logrado hilar, hasta la fecha, ninguna tacada máxima, y la más alta de su carrera está en 145.